# Te lucis ante terminum

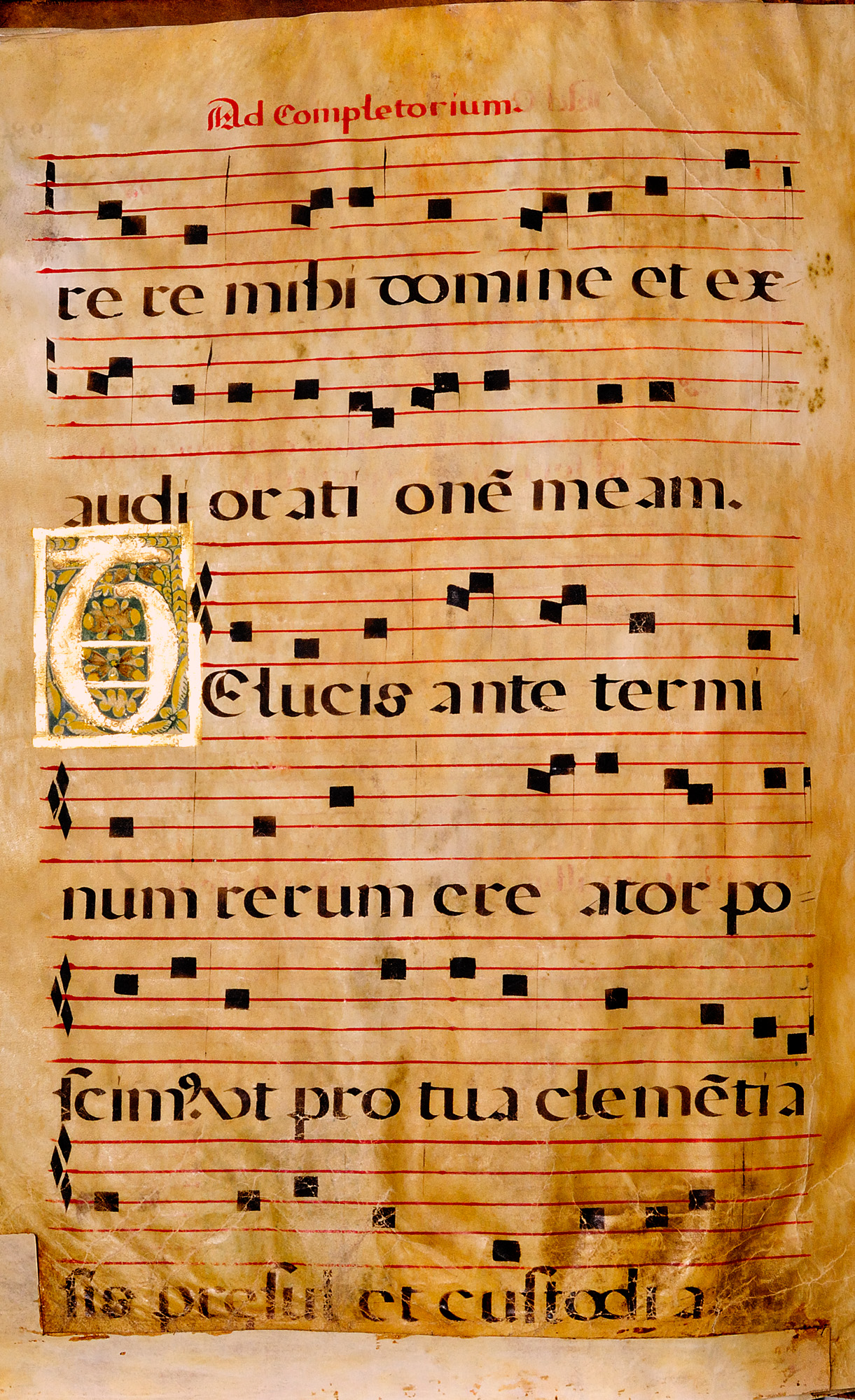
El himno Te lucis como está escrito en un manuscrito español del o XVII (UBC-Library).

Te Lucis ante terminum es el primer verso del himno litúrgico de la Iglesia latina para la hora canónica de Completas que marca el final de la jornada, después del ocaso.

El himno sufrió algunas modificaciones en el Breviario Romano en 1632 merced a la revisión ordenada por Urbano VIII para adaptar los himnos medievales a la métrica clásica del latín. Sin embargo no adoptaron estos cambios el breviario de la Basílica de San Pedro ni los breviarios de las órdenes monásticas, como los benedictinos o los dominicos.

## Redacción primitiva
Te lucis ante terminum,

rerum Creator, poscimus,

ut solita clementia,

sis praesul ad custodiam.

Procul recedant somnia,

et noctium phantasmata:

hostemque nostrum comprime,

ne polluantur corpora.

Praesta, Pater omnipotens,

per Iesum Christum Dominum,

qui tecum in perpetuum

regnat cum Sancto Spiritu.

Amen.

## Revisión de 1632
Te lucis ante terminum.

Rerum Creator, poscimus,

Ut pro tua clementia

Sis praesul et custodia.

Procul recedant somnia,

Et noctium phantasmata;

Hostemque nostrum comprime,

Ne polluantur corpora.

Praesta, Pater piissime,

Patrique compar Unice,

Cum Spiritu Paraclito

Regnans per omne saeculum.

Amen

## Autoría
El himno fue atribuido con dudas a San Gregorio Magno, aunque lo que se sabe es que fue compuesto en torno a los siglos V-VI.

## Liturgia Horarum
En la liturgia horarum se retomó la redacción primitiva de la primera estrofa y de la conclusión, mientras que la segunda fue sustituida por dos estrofas de otro himno del siglo VI.

Te corda nostra somnient,

te per soporem sentiant,

tuamque semper gloriam

vicina luce concinant.

Vitam salubrem tribue,

nostrum calorem refice,

taetram noctis caliginem

tua collustret claritas.

## El himno en la literatura
Dante lo cita en la Divina Comedia. En el Purgatorio, canto VIII, relata que lo recitan las almas al atardecer.

Francisco Luis Bernárdez, tradujo la versión del Breviario Romano en versos.